# Fregata typu 053H1
Fregata typu 053H1 (v kódu NATO: Jianghu II) je třída fregat Námořnictva Čínské lidové osvobozenecké armády. Jedná se o mírně vylepšenou variantu fregaty typu 053H. Navrženy byly především pro pobřežní operace.

## Stavba
Postaveno bylo celkem osm jednotek této třídy.
Jednotky typu 053H1:
| Jméno             | Založení kýlu      | Spuštění          | Vstup do služby   | Status                                                                                             |
| ----------------- | ------------------ | ----------------- | ----------------- | -------------------------------------------------------------------------------------------------- |
| Tchaj-čou (533)   | 12. července 1980  | 13. prosince 1981 | 30. června 1982   | Vyřazena 13. července 2019, původní název jako Ning-po.                                            |
| Ťin-chua (534)    | 21. května 1982    | 27. května 1983   | 13. prosince 1983 | Vyřazena 13. července 2019.                                                                        |
| Tan-tung (543)    | 23. prosince 1983  | 25. ledna 1985    | 30. května 1985   | Vyřazena 19. května 2021.                                                                          |
| Lin-fen (545)     | 30. srpna 1985     | 9. listopadu 1986 | 30. září 1987     | Vyřazena 13. července 2019.                                                                        |
| Šao-kuan (553)    | 31. března 1984    | 2. května 1985    | 24. září 1985     | Vyřazena.                                                                                          |
| An-šun (554)      | 29. prosince 1984  | 10. března 1986   | 27. června 1986   | Vyřazen březen 2012, V 2013 byla věnována myanmarské námořnictvo jako UMS Mahar Bandoola (F21).    |
| Čao-tchung (555)  | 3. srpna 1985      | 7. září 1986      | 24. března 1987   | Vyřazena 26. dubna 2021.                                                                           |
| Siang-tchan (556) | 15. listopadu 1985 | 14. července 1987 | 20. prosince 1987 | Vyřazen 1989, V roce 1989 byla věnována bangladéšským námořnictvem jako BNS Osman (F18).           |
| Ťi-šou (557)      | 15. listopadu 1985 | 8. listopadu 1987 | 15. června 1988   | Vyřazen březen 2012, V 2013 byla věnována myanmarské námořnictvo jako UMS Mahar Thiha Thura (F23). |

## Konstrukce

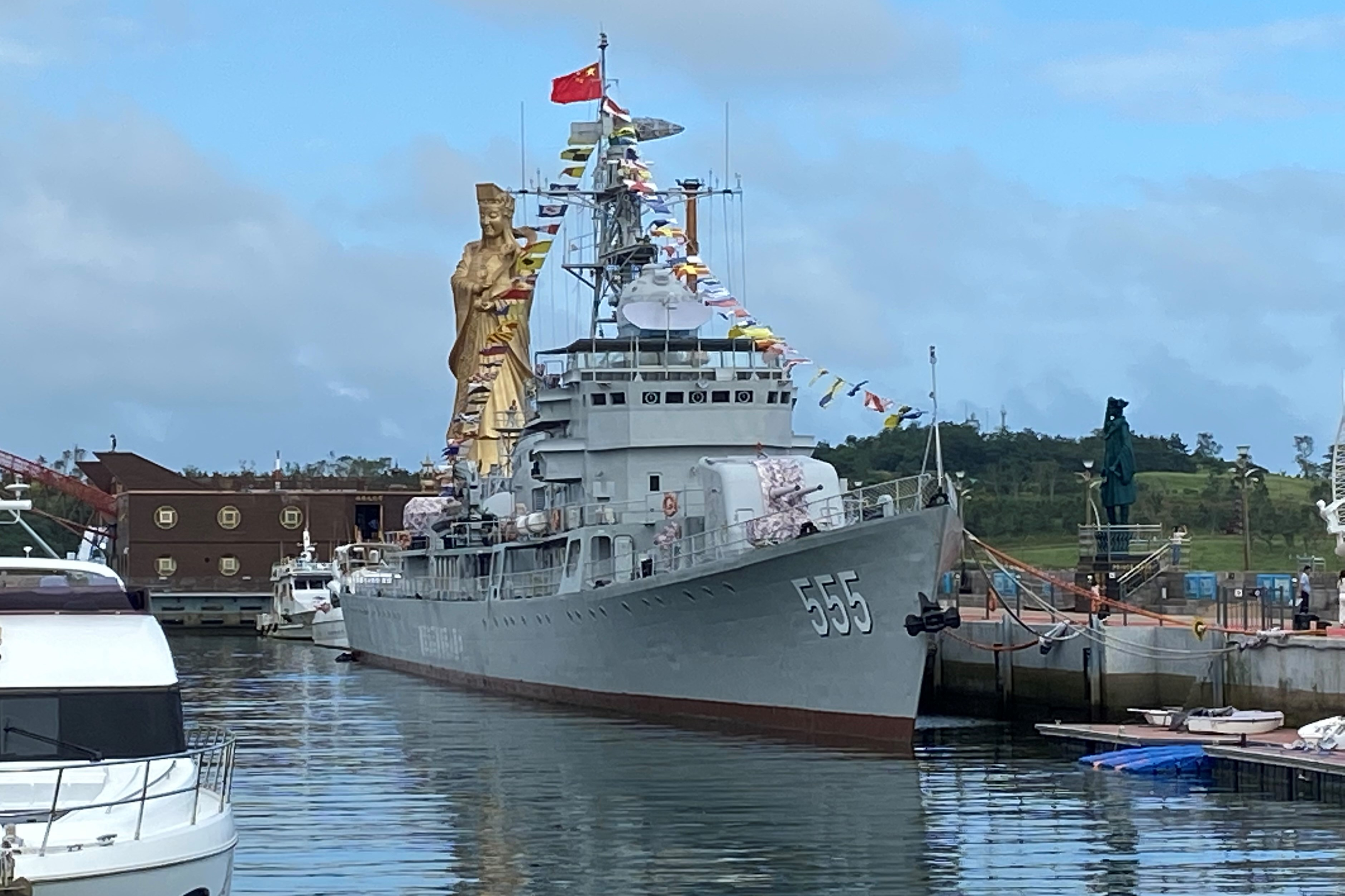
Čínská fregata Čao-tchung (555)

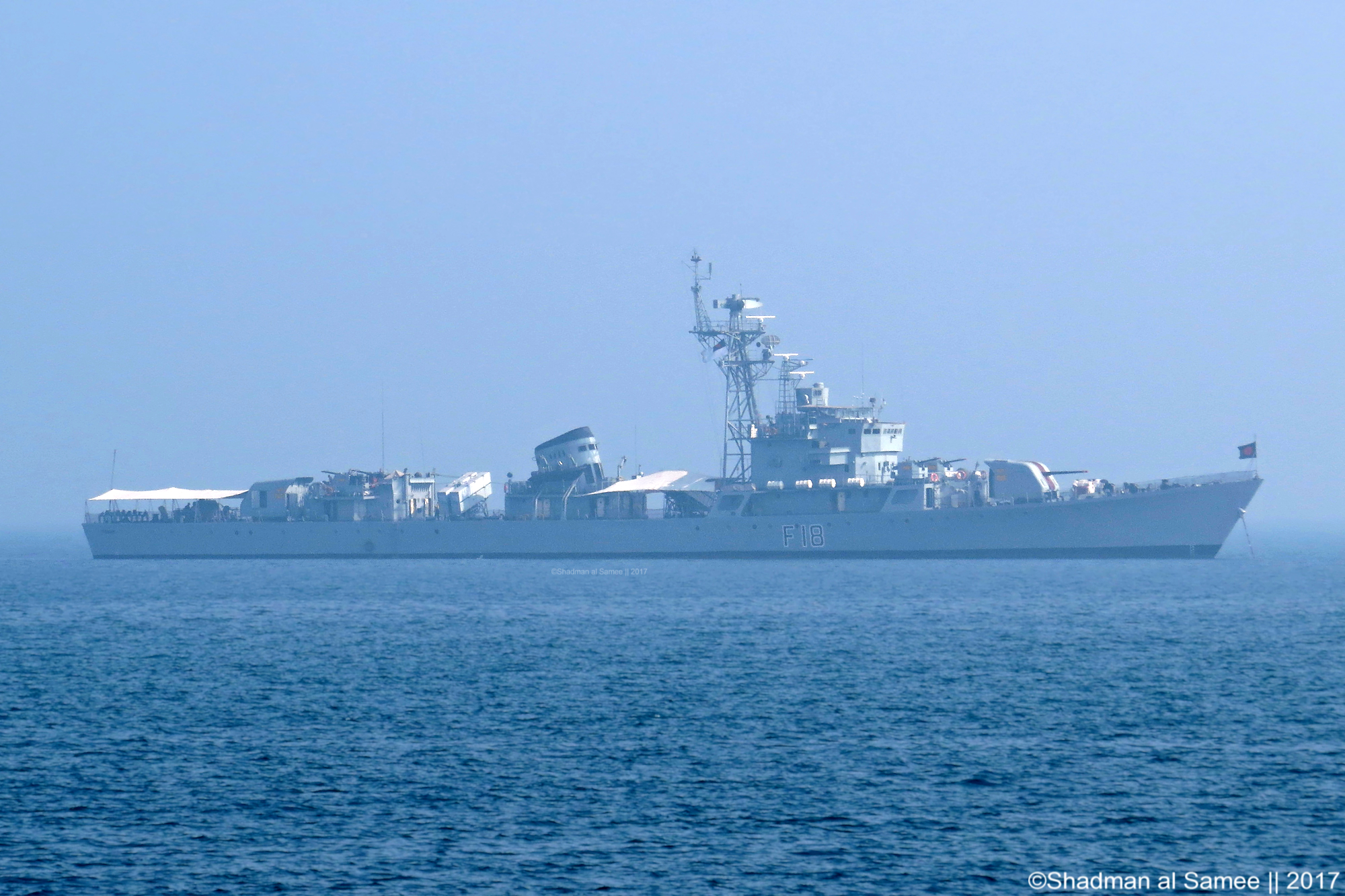
Bangladéšská fregata Osman (F18)

Fregaty mají mírně zesílenou hlavňovou výzbroj a modernější elektroniku, která je však oproti světovým standardům i tak beznadějně zastaralá. Primitivní ubytovací a hygienické podmínky posádky tato třída zdědila od svého předchůdce.
Hlavňovou výzbroj lodí tvoří čtyři 100mm kanóny typu 79 v dvoudělových dělových věžích na přídi a na zádi (předchozí třída nesla pouze dvě jednodělové věže), které doplňují čtyři dvojité 37mm protiletadlové kanóny typu 76. Dvě jejich postavení jsou po stranách můstku a dvě na zádi. Ve středu lodi se nacházejí dva otočné dvojité kontejnery protilodních střel SY-1A (kopie sovětských střel P-15 Termit). Pro ničení ponorek fregaty nesou dva 240mm raketové vrhače hlubinných pum, klasické vrhače a skluzavky pro hlubinné pumy. Pohonný systém tvoří dva diesely Hudong 12E390VA. Lodní šrouby jsou dva. Nejvyšší rychlost je 26 uzlů.

## Zahraniční uživatelé
Bangladéš
- Bangladéšské námořnictvo získalo roku 1989 fregatu Siang-tchan (556), kterou do služby zařadilo jako Osman (F18).

 Myanmar (Barma)
- Myanmarské námořnictvo – Flota Myanmaru roku 2012 převzala vyřazené čínské fregaty An-šun a Ťi-šou. Fregaty dostaly jména Mahar Bandoola (F21) a Mahar Thiha Thura (F23).[1]